# Penicillidia dufourii
Penicillidia dufourii är en tvåvingeart som först beskrevs av John Obadiah Westwood 1834.  Penicillidia dufourii ingår i släktet Penicillidia och familjen lusflugor. Inga underarter finns listade i Catalogue of Life.